# Ash & Ice
Ash & Ice (с англ. — «Пепел и лёд») — пятый альбом инди-рок группы The Kills выпущен 3 июня 2016 года на Domino Records.
Название альбома было придумано когда Джейми Хинс бросил сигарету в стакан со льдом.

## Информация об альбоме
Первоначально альбом записывался в домашней студии обустроенной Хинсом с его знакомым в арендованном доме на голливудских холмах Лос-Анджелеса. Идея записать в своей студии родилась спонтанно когда Джейми решил подойти к следующей записи с другим подходом. В отличие от большинства своих предыдущих работ которые отличались тщательным отбором в студии. Для работы в Лос-Анджелесе были мобилизованы инженеры со студии Key Club (Билл Скибб, Джонатан Гилберт, Ванесса Сильберман). В этот раз было решено внести в атмосферу «возможность хаотичности» при это находясь непосредственно в ней на момент записи. После чего Джейми со своим приятелем отправили свои микшерные пульты в жильё которое он снял в аренду таким образом начав собирать оборудование для студии. В процессе Хинс с звукорежиссёрами понял что записывать в помещении не предусмотренном для записи было сложно потому как функциональность строения исключала блокирование посторонних шумов что очень мешало созданию альбома. Во время нахождения в домашней студии на протяжении двух с половиной месяцев Элисон и Джейми написали около тридцати конкурирующих песен друг с другом пытаясь как можно быстрее закончить запись которая их не удовлетворяла. Затем вытащив микрофоны из окна они записали ряд семплов среди которых вихревые полицейские вертолёты, и тихие вокальные партии, сидя на кафеле в ванной. После чего группа отправилась заканчивать пластинку с звукорежиссёрами Филом Джоли и Барри МакКриди в нью-йоркской студии Electric Lady. В концептуальном и идеологическом плане данный альбом является прямым продолжением своего предшественника Blood Pressures. В целом материал для альбома писался в течение пяти лет в основном из-за травмы руки и последующих пяти операций. В интервью Хинс подметил взаимосвязь между местом и манерой работы от пребывания в нём так например совпадение что по слухам в арендованном доме когда-то жил Джими Хендрикс и студия в которой завершили работу над альбомом тоже принадлежит Хендриксу. Кроме того в Electric Lady на него нахлынуло желание использовать педаль «wah-wah» которой Хендрикс владел в совершенстве. На этот раз Хинс решил подойти к текстам более серьёзно заставляя себя и Элисон переписывать по несколько раз так как не хотел использовать «расплывчатые рок-н-ролльные клише». В интервью журналу Entertainment Weekly Хинс признался что ближе к концу 2012 года до него дошло что ни один из его черновых набросков не подходит для новой пластинки. В результате решив отправиться за вдохновением в своеобразный «писательский ретрит». Более конкретно задумка проявилась после разговора с одним из его любимых фотографов Николаем Бахаревым. В следствии обсуждения с Бахаревым проекта-экспедиции «Транссибирский экспресс» Хинс воспринял затею с большим энтузиазмом отправившись за билетом до Владивостока захватив с собой гитару, несколько записных книжек и фотоаппарат. В поездке была написана песня «Siberian Nights» по признанию Хинса в тексте имеется в виду «гомо-эротическая фантазия Владимира Путина».
Я хотел представить его тираном, у которого есть немного свободного времени. Он с этим мужчиной, и ему просто нужно тепло мужского тела. Они обнимаются, и он говорит: «Слушай, завтра мы можем снова стать тиранами. У меня есть потребности, но никто не понимает. Я люблю всех этих людей – я даже люблю Pussy Riot – но почему они не любят меня? ... Это милая, чувственная, гомоэротическая фантазия ... Не моя фантазия! [Путинская] фантазия. Я не знаю, кто его приятель, которого он хочет обнять.
 — Джейми Хинс в интервью журналу DIY про смысл песни «Siberian Nights».
В том же интервью Entertainment Weekly Джейми охарактеризовал тексты Ash & Ice как «более реальные — гораздо менее воображаемыми» в сравнении с прошлыми записями. В кратком резюме альбома дано следующее описание: «13 песен на Ash & Ice более сдержанные, менее бурные и более трогательные из-за этого, демонстрируя то, что вы чувствуете, когда попадаете в сложные, но всепоглощающие отношения». Альбом сводился частично в Electric Lady Studios но в основном в домашней студии Чэда Блейка Full Mongrel Studios. В общей сложности сведением занимались четыре человека. Основным звукорежиссёрами стали Том Элмхирст и инженер из студии Electric Lady Джо Вискиано с ассистентом Брендоном Бост. Кроме трёх композиций «Doing It to Death», «Hard Habit to Break», «Impossible Tracks» которыми занимался Чад Блейк. Мастерингом альбома занимался Брайан Люси в своей студии в Огайо. Над записью барабанных партий для песен «Doing It to Death», «Heart of a Dog», «Bitter Fruit», «Siberian Nights», «Black Tar» и «Whirling Eye» работал Гомер Штайнвайсс. На запись клавишных для песни «That Love» приглашался Ден Фертита. Дизайном занимался Брайан Роттингер в оформлении пластинки использовались фотографии сделанные Элисон Моссхарт и Джейми Хинсом. В пяти из тринадцати песен были использованы семплы разных исполнителей. В песне «Heart of a Dog» был использован семпл с ударной партией из песни «Wildfire» британского музыканта SBTRKT. В песне «Days of Why and How» был взят за основу ударной партии семпл ямайского фанк-музыканта Тревора Денди. В композиции «Siberian Nights» использовался фрагмент песни «UFO» группы ESG написанной Рени Скроггинс. В десятом треке использовался семпл «I Thank the Lord» за авторством Mighty Voices of Wonder.

## Продвижение
Заглавный сингл с альбома «Doing It to Death» выпущен 1 марта 2016 года в сопровождении видеоклипа за авторством Венди Морган. Второй сингл с альбома «Heart of a Dog» выпущен 18 апреля 2016 вместе с музыкальным видео за которое отвечала Софи Мюллер. В качестве третьего сингла была выпущена песня «Siberian Nights» 24 мая 2016 года. В видеоклипе был задействован американский актёр Джованни Рибзи.
В поддержку альбома группа отправилась в турне по Соединённым Штатам с марта по июнь 2016 года. Kills также выступали 16 марта в Мехико, Амстердаме, Париже, Лондоне, Торонто и Ванкувере в мае 2016 года. В июне группа участвовала на фестивале Isle of Wight Festival. В июле играли на фестивалях U-Park в Киеве, на Park Live в Москве а также в августе на Off Festival в Катовице в Польше прежде чем вернуться в сентябре в США после чего вернулись в Европу в течение октября и ноября. В одном из эпизодов Очень позднее шоу с Джеймсом Корденом исполнили песню «Whirling Eye» 21 октября.

### Формат и упаковка
Альбом был выпущен на физическом компакт-диске с 20-страничным буклетом с текстами который был доступен в формате цифровой загрузки.
Кроме того альбом был издан ограниченным тиражом в виде двойной виниловой пластинки. Винил окрашен в синий и розовый цвет с элементами золотой фольги. Релиз включает в себя два плаката и 250 экземпляров эксклюзивного буклета с автографами Моссхарт и Хинса.

## Критика
| Совокупная оценка    | Совокупная оценка |
| Источник             | Оценка            |
| -------------------- | ----------------- |
| Metacritic           | 68/100            |
| Оценки критиков      |                   |
| Источник             | Оценка            |
| AllMusic             | [ 14 ]            |
| Consequence of Sound | C–                |
| Entertainment Weekly | A–                |
| The Guardian         | [ 17 ]            |
| musicOMH             | [ 18 ]            |
| NME                  | 4/5               |
| Pitchfork            | 6.2/10            |
| Spin                 | 6/10              |
| Exclaim!             | 7/10              |

Ash & Ice получил в целом положительные отзывы от музыкальных критиков. В Metacritic, который присваивает нормированный рейтинг от 100 основных рецензий, альбом получил средний балл 68, на основе 21 отзыва. В статье журнала Exclaim! Лаура Шарпеллетти похвалила «голые кости и силовую технику».

## Список композиций
Слова и музыка всех песен — Элисон Моссхарт и Джейми Хинс кроме указанного семплирования.
| №                   | Название              | Источник семпла                            | Длительность |
| ------------------- | --------------------- | ------------------------------------------ | ------------ |
| 1.                  | «Doing It to Death»   |                                            | 4:07         |
| 2.                  | «Heart of a Dog»      | SBTRKT – Wildfire (п.у. Little Dragon)     | 3:46         |
| 3.                  | «Hard Habit to Break» |                                            | 3:52         |
| 4.                  | «Bitter Fruit»        |                                            | 4:14         |
| 5.                  | «Days of Why and How» | Тревор Денди – Is There Any Love           | 4:32         |
| 6.                  | «Let It Drop»         | Spank Rock – IMC                           | 3:15         |
| 7.                  | «Hum for Your Buzz»   |                                            | 3:18         |
| 8.                  | «Siberian Nights»     | Рени Скроггинс – UFO                       | 4:53         |
| 9.                  | «That Love»           |                                            | 2:33         |
| 10.                 | «Impossible Tracks»   | Mighty Voices of Wonder – I Thank the Lord | 3:41         |
| 11.                 | «Black Tar»           |                                            | 3:52         |
| 12.                 | «Echo Home»           |                                            | 5:06         |
| 13.                 | «Whirling Eye»        |                                            | 3:34         |
| Общая длительность: | Общая длительность:   | Общая длительность:                        | 50:43        |

## Участники записи
| The Kills - Элисон Моссхарт — вокал, семплы, фотограф-дизайнер. - Джейми Хинс — гитара, вокал, семплы, продакшн, продюсер. Технический персонал - Джон О’Мохани — сопродюсер. - Курт Уенала — дополнительный продюсер, барабаны. - Том Элмхирст — звукорежиссёр сведения. - Чад Блейк — звукорежиссёр сведения. - Брайан Люси — мастеринг. - Ден Фертита — клавишные. - Гомер Штайнвайсс — барабаны. - Брайан Роттингер — дизайн. | Key Club - Билл Скибб — запись. - Джонатан Гилберт — запись. - Ванесса Сильберман — запись. Electric Lady - Фил Джоли — запись. - Барри МакКриди — запись. - Джо Вискиано — сведение. - Брендон Бост — ассистент сведения. |

## Чарты
| Чарт (2016)                      | Высшая позиция |
| -------------------------------- | -------------- |
| Австралия (ARIA)                 | 21             |
| Австрия (Ö3 Austria)             | 15             |
| Бельгия/Фландрия (Ultratop)      | 25             |
| Бельгия/Валлония (Ultratop)      | 16             |
| Нидерланды (Album Top 100)       | 51             |
| Франция (SNEP)                   | 11             |
| Германия (Offizielle Top 100)    | 25             |
| Ирландия (IRMA)                  | 84             |
| New Zealand Albums (RMNZ)        | 11             |
| Португалия (AFP)                 | 33             |
| Швейцария (Schweizer Hitparade)  | 14             |
| Великобритания (UK Albums Chart) | 18             |
| США (Billboard 200)              | 45             |